# II. třída okresu Jičín
II. třída okresu Jičín (okresní přebor okresu Jičín) patří společně s ostatními druhými třídami mezi osmé nejvyšší fotbalové soutěže v Česku. Je řízena Okresním fotbalovým svazem Jičín. Hraje se každý rok od léta do jara se zimní přestávkou. Účastní se ji 12 týmů z okresu Jičín, každý s každým hraje jednou na domácím hřišti a jednou na hřišti soupeře. Celkem se tedy hraje 22 kol. Vítězem se stává tým s nejvyšším počtem bodů v tabulce a postupuje do I.B třídy Královéhradeckého kraje - skupiny A. Celkový počet sestupujících je ovlivněn počtem sestupujících z I.B třídy Královéhradeckého kraje - skupiny A. Vždy sestupuje minimálně jeden poslední tým do Okresní soutěže okresu Jičín. Do okresního přeboru vždy postupuje vítězný tým z Okresní soutěže.

## Vítězové
| Ročník    | Vítězný tým           |
| --------- | --------------------- |
| 2003/2004 | SK Pecka              |
| 2004/2005 | SK Ssobotka           |
| 2005/2006 | SK Jičín „B“          |
| 2006/2007 | TJ Sokol Chomutice    |
| 2007/2008 | TJ Lázně Bělohrad „B“ |
| 2008/2009 | TJ Sokol Železnice    |
| 2009/2010 | SKP Valdice           |
| 2010/2011 | FC VTJ Milíčeves      |
| 2011/2012 | SK Miletín            |
| 2012/2013 | SK Hošek Robousy      |
| 2013/2014 | FC VTJ Milíčeves      |
| 2014/2015 | TJ Lázně Bělohrad „B“ |
| 2015/2016 | 1. FK Nová Paka       |
| 2016/2017 | TJ Sokol Nemyčeves    |
| 2017/2018 | FK Kopidlno           |
| 2018/2019 |                       |